# Physocleora nondiscata
Physocleora nondiscata là một loài bướm đêm trong họ Geometridae.